# Max Eschner
Max Eschner (* 9. Dezember 1864 in Stadtsulza; † 19. August 1926 in Leipzig) war ein deutscher Schriftsteller und Lehrer. Bekannt wurde er vor allem als Autor von gewerbekundlichen und pädagogischen Schriften sowie als Verfasser von Erzählungen.

## Leben und Werk
Nach dem Schulbesuch im heutigen Bad Sulza ging er auf das Seminar in Weimar, das er aus ausgebildeter Lehrer abschloss. Als solcher war er zunächst in Dienstedt, dann in Steinsdorf bei Weida, Stötteritz bei Leipzig und zuletzt in der Messestadt Leipzig als Schulgeograph tätig. Neben zahlreichen Schriften für Schulzwecke erarbeitete er auch mehrere Wandtafeln, die in den Schulen genutzt wurden.

## Schriften (Auswahl)
- Vier anatomische und dreißig technologische Anschauungsbilder, erstere mit dem Text „Bau und Pflege des menschlichen Körpers“, 6. Auflage.
- Zehn Kolonialbilder, nebst zwei Büchern „Deutschlands Kolonien“
- Erste Hilfe bei Unglücksfällen, 6. Auflage
- Zoologischer Garten
- Lehrmittelpostkarten
- Lehrmittelkataloge
- Natur- und Menschenhand im Dienste des Hauses, 2 Bände
- Illustrierte Gewerbekunde für Schulen und zur Selbstbelehrung, 4 Bände
- Der Buchdrucker. Ein Buch für den Schul- und Selbstunterricht.
- Technologische Tafeln
- An der Pazifikbahn Historischer Roman Eine Erzählung aus dem Wilden Westen
- Buch denkwürdiger Erfindungen, 2 Bände, 11. Auflage
- Unsere Nahrung. Eschner (Selbstverlag), 1897.
- Leipzigs Denkmäler und Gedenktafeln, Wigand, Leipzig 1910.
- Die Söhne der Pampas, Reutlingen 1922.
- Erläuterungen zu des Verfassers im Verlage von F. E. Wachsmuth, Leipzig erschienenen Technologischen Tafeln, 5. Aufl. 1926.
- Deutschlands Kolonien. Deutsche Nationalbibliothek, Berlin 2017.
- Das Zaubergewehr, Edition Dornbrunnen, Berlin 2017.